# El Baier
El Baier és una masia d'Osor (Selva) inclosa a l'Inventari del Patrimoni Arquitectònic de Catalunya. És un edifici aïllat de tres plantes i coberta de doble vessant a laterals, formada per la casa original, un adossat a la banda nord i un paller separat a ponent. Està situat dalt d'un turó al sud del poble d'Osor.

## Descripció
La façana principal consta d'un gran portal de mig punt emmarcat de pedra sorrenca. També destaquen les due finestres d'arc rebaixat de rajola del segon pis i les finestres balconeres del primer i segon pis, amb brancals de pedra sorrenca i llinda de calcària blanquinosa. La part del pati de davant de la casa està totalment pres per la vegetació de romagueres i ortigues. També es conserva parcialment un antic rellotge de sol pintat de color blau.
Els interiors estan sostinguts per cairats de fusta i rajola. Els baixos de la casa van servir, els últims anys de funcionament de la casa, d'estable de bestiar, ja que encara es conserven restes d'excrements bovins. El paller de la part de ponent està connectat amb la casa per una passarel·la de fusta molt deteriorada.

## Història
Aquesta masia del segle XVI-XVIII reformada amplament durant el segle xix. Malgrat això està documentada des del segle xiv (1317). A la façana de ponent hi ha un llinda monolítica amb la llegenda IHS, la data de i una típica decoració floral triangular. A la façana nord hi ha una llinda de finestra que porta gravada la data de 1528 i una creu. Al Baier s'han documentat algunes de les accions furtives del bandoler i trabucaire local del segle xix anomenat "en Becaina".
Antigament hi havia una capella privada dedicada a la Nostra Senyora del Carme. Existeixen capelles particulars, a part del mas Baier, al mas Carbonell (Sant Francesc d'Assís), al mas Serra (Sant Josep), al mas de les Romagueres i al mas Grevolosa (Nostra Senyora del Roser). Actualment és propietat de la família Llavari i està en avançat procés d'enrunament. Tant és així que costa molt arribar als voltants de la casa, la qual està coberta per vegetació. Sobre el mas Baier hi ha unes antigues restes en ruïnes d'una casa forta del segle XIV-XV, documentada com a "Castell-del-Baier".